# Уштобинський сільський округ (Аркалицька міська адміністрація)
Уштоби́нський сільський округ (каз. Үштөбе ауылдық округі, рос. Уштобинский сельский округ) — адміністративна одиниця у складі Аркалицької міської адміністрації Костанайської області Казахстану. Адміністративний центр та єдиний населений пункт — село Уштобе.
Населення — 421 особа (2021; 602 у 2009, 751 у 1999, 1042 у 1989).
Станом на 1989 рік існувала Уштобинська сільська рада (село Уштобе) у складі Аркалицького району.